# Melinda Gainsford-Taylor
Melinda Maree Gainsford-Taylor (Narromine, 1 de octubre de 1971) es una exatleta australiana, especializada en la prueba de 4x400 m en la que llegó a ser medallista de bronce mundial en 1995.

## Carrera deportiva
En el Mundial de Gotemburgo 1995 ganó la medalla de bronce en los relevos 4x400 m, con un tiempo de 3:25.88 segundos, tras Estados Unidos y Rusia, siendo sus compañeras de equipo: Lee Naylor, Renee Poetschka y Cathy Freeman.

## Palmarés internacional
| Campeonato del Mundo de Atletismo | Campeonato del Mundo de Atletismo | Campeonato del Mundo de Atletismo | Campeonato del Mundo de Atletismo |
| Año                               | Lugar                             | Medalla                           | Prueba                            |
| --------------------------------- | --------------------------------- | --------------------------------- | --------------------------------- |
| 1995                              | Gotemburgo (Suecia)               | Medalla de bronce                 | 4x400 metros                      |